# أحمد سعيد موسى باتل
أحمد سعيد موسى باتل (بالإنجليزية: Ahmed Said Musa Patel) هو إمام نيوزيلندي، ولد في 1937، وتوفي في 2009.